# Frankenbostel
Frankenbostel ist ein Ortsteil der Gemeinde Elsdorf im niedersächsischen Landkreis Rotenburg (Wümme).
Der Ort liegt an der Kreisstraße K 132 nördlich des Kernortes Elsdorf. Südöstlich verläuft die A 1.
Im Ort gibt es 4 landwirtschaftliche Betriebe und 4 landwirtschaftliche Nebenerwerbsbetriebe.